# Умберто Панераї
Умберто Панераї (італ. Umberto Panerai, 13 березня 1953) — італійський ватерполіст.
Срібний призер Олімпійських Ігор 1976 року, учасник 1980, 1984 років.
Бронзовий призер Чемпіонату Європи з водного поло 1977 року.
Переможець Середземноморських ігор 1975 року.